# Ваксман, Исаак Фёдорович
Исаак Фёдорович Ваксман (25 июля 1922 — 19 декабря 1943) — Герой Советского Союза, командир артиллерийской батареи 1118-го стрелкового полка (333-я стрелковая дивизия, 6-я армия, 3-й Украинский фронт), старший лейтенант.

## Биография
Родился 25 июля 1922 года в селе Краснополье, ныне посёлок, райцентр Могилевской области Белоруссии, в семье служащего. Еврей.
Окончил среднюю школу. В 1938—1940 годах работал учителем, одновременно учился заочно в Днепропетровском транспортном институте.
В 1941 году был призван в Красную Армию. В 1942 году окончил курсы младших лейтенантов. В боях Великой Отечественной войны с октября 1942 года. Член ВКП(б)/КПСС с 1943 года.
Командир батареи 45-мм пушек старший лейтенант Ваксман отличился в боях при форсировании Днепра осенью 1943 года. 26 ноября 1943 года старший лейтенант Ваксман умело организовал переправу своей батареи на правый берег в районе села Каневское (Запорожский район Запорожской области Украины). В боях за плацдарм батарея взаимодействовала со стрелковыми подразделениями, прокладывая путь пехоте. При отражении контратак противника артиллеристы уничтожили 15 пулемётов, танк, две автомашины, более сотни гитлеровских солдат и офицеров.
Старший лейтенант Ваксман погиб в бою 19 декабря 1943 года.
Похоронен в братской могиле в селе Разумовка Запорожского района Запорожской области.

## Награды
- Указом Президиума Верховного Совета СССР от 22 февраля 1944 года за образцовое выполнение боевых заданий командования на фронте борьбы с немецко-фашистскими захватчиками и проявленные при этом мужество и героизм старшему лейтенанту Ваксману Исааку Фёдоровичу присвоено звание Героя Советского Союза.
- Награждён орденами Ленина, Отечественной войны 1-й и 2-й степеней, Красной Звезды и медалями.

## Память
- Имя Героя присвоено Березякинской средней школе Краснопольского района и улице в посёлке Краснополье.